# Attentat de Bangkok du 17 août 2015
L'attentat de Bangkok du 17 août 2015 a lieu près du sanctuaire d'Erawan dans le centre est de la capitale thaïlandaise, à proximité de plusieurs centres commerciaux.
Avec un bilan de 20 décès, c'est l'attentat le plus meurtrier de l'histoire du pays.

## Contexte
Le 20 mai 2014, après plusieurs mois de crise politique, le général Prayut Chan-o-cha déclare la loi martiale dans le pays avant de revendiquer deux jours plus tard un coup d'État contre le gouvernement en place. Soutenu par le roi de Thaïlande Rama IX, il est élu Premier ministre par l'Assemblée nationale le 21 août 2014. 
Par ailleurs, le pays est aux prises depuis 2004 avec une rébellion armée dans les trois provinces musulmanes du Sud, Pattani, Yala et Narathiwat.

## Déroulement des faits
Une bombe artisanale faite de trois à cinq kilos de TNT placée dans un sac à dos explose peu avant 19 heures locales au niveau du sanctuaire d'Erawan, temple hindou où se pressent de nombreux touristes, en plein centre-ville de Bangkok. Le site est au carrefour de Ratchaprasong où sont concentrés les grands centres commerciaux et hôtels 5 étoiles de la capitale. L'attentat terroriste faisant plus de vingt morts et une centaine de blessés est le plus grave ayant jamais touché Bangkok,,. Selon Prawit Wongsuwan, ministre thaïlandais de la défense, il a été perpétré dans « l'intention de détruire notre économie et le tourisme. L'attaque s'est produite au cœur du quartier touristique de Bangkok ».
| Nationalité | Morts |
| ----------- | ----- |
| Thaïlande   | 6     |
| Malaisie    | 5     |
| Chine       | 5     |
| Hong Kong   | 2     |
| Indonésie   | 1     |
| Singapour   | 1     |
| Total       | 20    |

### Incident du 18 août
Le lendemain de l'attentat, un petit engin explosif est lancé du pont du fleuve Chao Phraya, sur des passants près de la station de métro aérien Saphan Taksin dans le centre de Bangkok, sans faire de blessés.

## Enquête
Adem Karadag et Yusufu Mieraili sont inculpés le 24 novembre 2015, après avoir reconnu leur participation dans l'attaque à la bombe, leurs motivations sont inconnues à cette date.